# Luật bản quyền Hoa Kỳ
Luật bản quyền Hoa Kỳ đặt ra các quy định liên quan tới quyền lợi cũng như giới hạn đối với các tác phẩm mỹ thuật và nghệ thuật trong phạm vi đất nước Hoa Kỳ. Bản luật này là một phần của bộ luật liên bang, có quyền được thực thi dựa theo hiến pháp Hoa Kỳ. Trong đó (khoản I, mục 8, điều 8) có nêu rằng nhà nước có quyền ban hành mọi luật quản lý quyền tác giả. Nguyên văn phần đó là:
The Congress shall have Power [...] To promote the Progress of Science and useful Arts, by securing for limited Times to Authors and Inventors the exclusive Right to their respective Writings and Discoveries.
Điều này đặt nên nền tảng cho mọi luật quản lý quyền tác giả Hoa Kỳ, vì nó đề cập tới các lĩnh vực khoa học, tác giả và viết lách (Science, Authors, Writings). Các luật quản lý bằng sáng chế cũng được đề cập tới với các từ kỹ thuật có ích, nhà phát minh và phát minh mới (useful Arts, Inventors, Discoveries).
Điều khoản này còn nhắc tới những vấn đề về khoảng thời gian áp dụng luật bản quyền cũng như những gì luật sẽ bảo vệ.
Tại đất nước Hoa Kỳ, các vấn đề về bản quyền đều thuộc quyền xử lý của Văn phòng Bản quyền Hoa Kỳ (United States Copyright Office). Văn phòng này trực thuộc Thư viện Quốc hội Hoa Kỳ (Library of Congress).